# فرناندو کانسین
فرناندو کانسین ماتوس (به پرتغالی: Fernando Canesin Matos) هافبک اهل برزیل است که در شهر ریبرآ پرتو و در تاریخ ۲۷ فوریهٔ ۱۹۹۲ به دنیا آمده‌است.